# في الزراعة تعلموا من دا جاي
حملة «في الزراعة تعلموا من دا جاي» (بالصينية المبسطة: 农业|学|大寨، البينيين: nóngyè xué Dàzhài) هي حملة قام الرئيس الصيني ماو تسي تونغ بتنظيمها عام 1963، في إطار عدة حملات تعبئة جماهيرية كانت الدولة الصينية الحديثة قد نظمتها منذ قيامها. قامت الحملة بتشجيع الفلاحين من مختلف المناطق داخل جمهورية الصين الشعبية على تقليد طريقة عمل الفلاحين في قرية دا جاي، وأساسها التضحية الذاتية والمشاركة السياسية. ازدادت أهميتها وفلاحيها بعد انطلاق الثورة الثقافية، إلى أن قام دينج شياو بينج بتنحية تشن يونغواي وزملاءه الفلاحين من السلطة، خاصة بعد القضاء على عصابة الأربعة.

## التاريخ
تقع قرية دا جاي في منطقة مليئة بالتلال الصغيرة، الأمر الذي صعب على فلاحيها زراعة الأراضي. ساهم قدوم تشن يونغواي في عام 1952، كممثل للحزب الشيوعي الصيني في القرية في تحويل الأراضي الزراعية صعبة الزراعة إلى أراضٍ جيدة للزراعة، حيث إرتفع الناتج الزراعي عام 1962 لثلاثة أضعاف ما كان عليه عند قدوم تشن يونغواي. إلا أن هذا النمو توقف في عام 1963 بعد حدوث عدة كوارث طبيعية في المنطقة، مما أدى إلى تدمير ما يقارب 180 أكر بالإضافة لبعض مباني الوية الإنتاج في القرية. رفض تشن يونغواي وألوية الإنتاج أي مساعدة من الحكومة المركزية في بكين، وقرروا إعادة بناء المباني والأراضي الزراعية بمجهودهم الذاتي. خلال عام واحد فقط استطاعوا إعادة دا جاي لما كانت عليه قبل الكوارث الطبيعية. بعد سماع ماو تسي تونغ بما قام به تشن يونغواي ولواء الإنتاج في القرية، إعتبرهم كمثال يجب ان تحتذي به باقي القرى في الصين لاعتمادهم على ذاتهم وتضحيتهم في سبيل الدولة الصينية، وبدأ استخدام شعار «في الزراعة تعلموا من دا جاي» على مستوى كامل الدولة الصينية. كما إلتقى تشن يونغواي بشكل شخصي بماو تسي تونغ في شهر ديسمبر من عام 1964 خلال المؤتمر الشعبي الوطني الثالث في بكين.

## خلال الثورة الثقافية

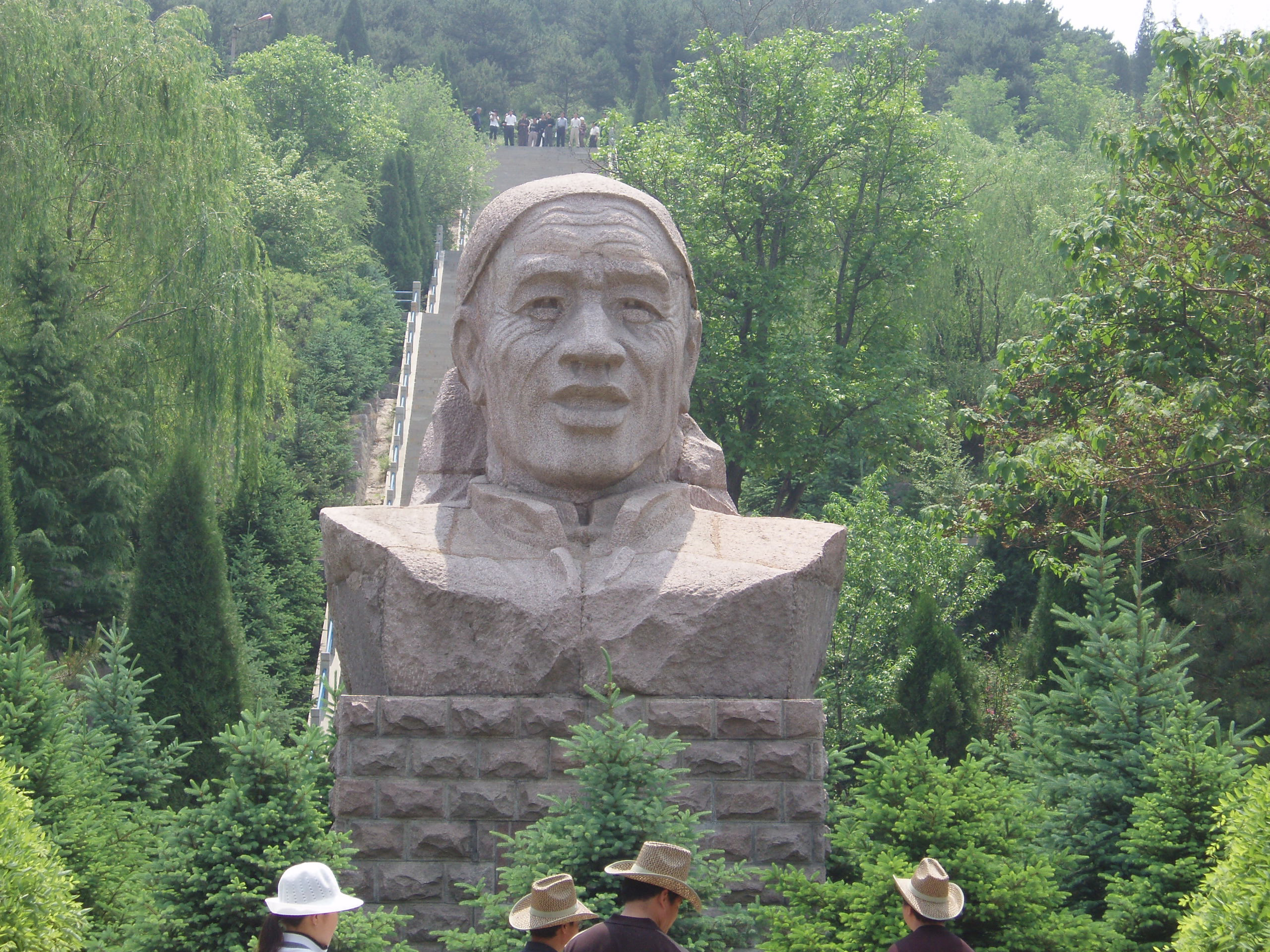
تمثال تشن يونغواي في دا جاي

خلال الثورة الثقافية ومع بداية عام 1966 اشتهرت قرية دا جاي أكثر، وتحولت للنموذج الذي على القرى الصينية الأخرى أن تصبو إليه. فقد إزداد عدد زوار القرية حتى وصل لملايين خلال سنوات الثورة الثقافية. كما قام القلاحون الصينيون بتقليد أعمال قرية دا جاي بشكل حرفي، حيث عمل بعضهم الليل والنهار، وأزاحوا التلال، وبنوا الانفاق والقنوات المائية، وهو الأمر الذي أدى لعدة أضرار في التربة في بعض المناطق. كان ماو تسي تونغ قد قصد أن يقوم الفلاحون بتقليد روح العمل والتضحية التي تمتع بها فلاحو قرية دا جاي، لا طريقة الزراعة والفلاحة نفسها، فمع اختلاف المناطق والتربات تختلف الطرائق. بالإضافة لذلك، ترقى البعض من قيادات قرية دا جاي خلال هذه الفترة، وعلى رأسهم ممثل الحزب في القرية تشن يونغواي، حيث تقلد عدة مناصب خلال السنوات العشر المتتالية، حتى وصل لمنصب نائب رئيس الوزراء في فترة جو ان لاي. كما كان الرجل الثاني في القرية، جوو فانغ ليان، مؤثراً في الحياة السياسية الصينية ومحبوباً من قبل جيانغ كينغ زوجة الرئيس الصيني ماو تسي تونغ.

## بعد وفاة ماو
تراجع دعم الحكومة لحملات الاقتداء والتقليد بعد وفاة ماو عام 1976 وانتهاء الثورة الثقافية، نتيجة لذلك خسرت شخصيات عديدة ممن استفادت من هذه الحملات مناصبها وتراجع تأثيرها في الساحة السياسية الصينية. حيث قام دينج شياو بينج بالعديد من التغييرات ومنها ما يتعلق بالزراعة وتنظيم القرى، وبما أن دا جاي كانت النموذج المثالي لقرية في عهد ماو تسي تونغ، فقد خسرت القرية مع هذه التغييرات مكانتها كنموذج. كما خسر أيضاً تشن يونغواي مناصبه السياسية المختلفة نهائياً مع نهاية السبعينيات، خاصة بعد نشوب عدة خلافات بينه وبين دينج شياو بينج بما يتعلق بإدارة وتنظيم البلاد والقرى الصينية. مع ذلك، ما تزال قرية دا جاي تعتبر حتى اليوم مزار سياحي هام في الصين لما اكتسبته من شهرة في عهد الرئيس ماو.

## وصلات خارجية
- مقالة لجي جون وجان وودسترا بعنوان «القرية النموذجية الثورية بالنسبة لماو تسي تونغ والصراع ضد الطبيعة», نوفمبر 2010. (بالإنجليزية)
- رسومات وملصقات مختلفة لقرية دا جاي خلال عهد ماو من موقع chineseposters.net.